# (5494) Johanmohr
(5494) Johanmohr – planetoida z pasa głównego asteroid okrążająca Słońce w ciągu 4 lat i 296 dni w średniej odległości 2,85 j.a. Została odkryta 19 października 1933 roku w Landessternwarte Heidelberg-Königstuhl w Heidelbergu przez Maxa Wolfa Karla Reinmutha. Nazwa planetoidy pochodzi od Johana Mauritsa Mohra (1716-1775), niemiecko-holenderskiego astronoma. Przed nadaniem nazwy planetoida nosiła oznaczenie tymczasowe (5494) 1933 UM1.